# 博纳罗蒂之家
博纳罗蒂之家（義大利語：Casa Buonarroti），也译博纳罗蒂之家博物馆、博那罗蒂之家、博那罗蒂之家博物馆、米开朗基罗故居博物馆，是位于意大利佛罗伦萨的一家博物馆。

## 背景
博纳罗蒂之家原本是艺术大师米开朗基罗·博纳罗蒂所有的一处房产，米开朗基罗逝后这座房产被其侄子列奥纳多·博纳罗蒂（Lionardo Buonarroti）继承，列奥纳多之子、大师的侄孙小米开朗基罗·博纳罗蒂将这座房产改作博物馆，专门展出米开朗基罗·博纳罗蒂的作品和其他物件。
博纳罗蒂之家收藏的重要作品，包括米开朗基罗的早期作品楼梯上的圣母和半人马之战。此外，博纳罗蒂之家还有一個藏書萬冊的圖書館，收藏米开朗基罗的信件、手稿以及家族的档案。美術館內裝飾著小米開朗基羅·博納羅蒂委託創作的畫作，這些畫作由阿尔泰米西娅·真蒂莱斯基和其他十七世紀早期的義大利藝術家創作。

## 收藏
- 半人马之战
- 楼梯上的圣母
- 入口门上的米开朗基罗半身像
- 内景